# 아 인도마다
《아 인도마다》(포르투갈어: A Indomada)는 1997년 방영된 브라질의 텔레노벨라이다.